# Spiroxya pruvoti
Spiroxya pruvoti är en svampdjursart som först beskrevs av Topsent 1900.  Spiroxya pruvoti ingår i släktet Spiroxya och familjen Alectonidae. Inga underarter finns listade i Catalogue of Life.